# Grant (Michigan)
Grant è un comune degli Stati Uniti d'America, situato nello Stato del Michigan, nella contea di Newaygo.